# آلن شیرر
آلن شیرر (انگلیسی: Alan Shearer؛ ۱۳ اوت ۱۹۷۰) بازیکن سابق فوتبال اهل انگلیس است، وی سابقه بازی در تیم‌های ساوت‌همپتون، بلکبرن راورز و نیوکاسل یونایتد را در کارنامه دارد. شیرر بهترین گل‌زن تاریخ لیگ برتر انگلستان و هفتمین گل‌زن تیم ملی فوتبال انگلستان است. آلن در سال ۱۹۹۴ با بلکبرن قهرمان لیگ برتر انگلیس شده و کفش طلای مسابقات را کسب کرد

## رده ملی
در سال ۱۹۹۶ با انگلیس رؤیایی تری ونبلز به مسابقات یورو که در کشور انگستان برگزار می‌شد پا گذاشت. او توانست در این مسابقات با زدن ۵ گل آقای گل بشود ولی تیم ملی انگلیس در نیمه نهایی با هدر دادن پنالتی توسط گری ساوت گیت بازی را به آلمان واگذار کرد و از رقابت‌ها کنار رفت
آلن شیرر به عنوان کاپیتان تیم ملی انگلستان در جام جهانی ۱۹۹۸ فرانسه حاضر بود که تیمش در مرحله یک‌هشتم نهایی در ضربات پنالتی مغلوب تیم ملی آرژانتین شد و از دور مسابقات کنار رفت. وی در ۴ بازی خود در جام جهانی ۱۹۹۸ موفق به زدن ۲ گل برای سه شیرها گردید.
یورو ۲۰۰۰ آخرین حضور الن شیرر در تیم ملی بود که با اینکه بعد از سالها آلمان را با گل شیرر شکست دادن ولی از دور مقدماتی نتوانستن صعود کنند و پایان حضور شیرر در تیم ملی با شکست همراه بود
آلن شیرر در ۳۴ دیدار از ۶۳ دیدار ملی خود بازوبند کاپیتانی تیم ملی انگلیس را به بازو بست و موفق شد ۳۰ گل ملی نیز در کارنامه خود داشته باشد.

## رده باشگاهی
آلن شیرر در سه فصل متوالی ۹۵–۱۹۹۴ و ۹۶–۱۹۹۵ به همراه بلکبرن راورز و فصل ۹۷–۱۹۹۶ به همراه نیوکاسل یونایتد موفق به کسب عنوان آقای گلی و دریافت کفش طلای لیگ برتر فوتبال انگلستان گردیده‌است. بزرگ‌ترین و در واقع تنها افتخار باشگاهی او قهرمانی لیگ برتر انگلیس به همراه بلکبرن راورز است درحالی‌که شیرر می‌توانست با تیمهای بزرگ جامهای زیادی کسب کند به خاطر هواداران نیوکاسل یونایتد از این تیم جدا نشد. به همین دلیل در نیوکاسل یونایتد اسطوره ای بی همتاست.
آلن شیرر تا سال ۲۰۰۶ با نیوکاسل یونایتد به فوتبال ادامه داد و پس از آن از دنیای فوتبال خداحافظی کرد.